# Stuart Geman

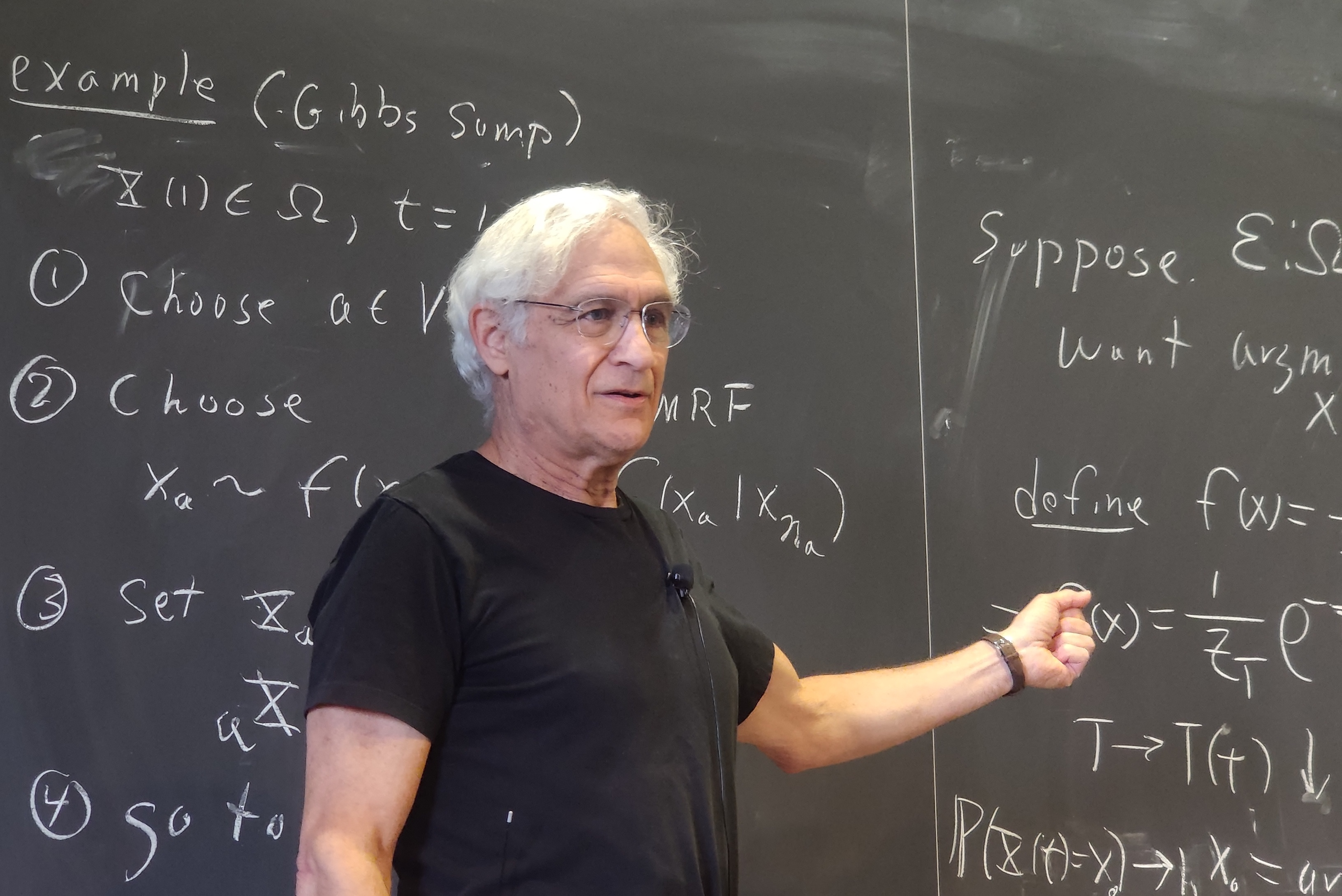
Stuart Geman, 2022

Stuart Alan Geman (* 23. März 1949 in Chicago) ist ein US-amerikanischer Mathematiker.
Geman studierte ab 1967 Physik an der University of Michigan mit dem Bachelor-Abschluss 1971, am Dartmouth College (und der Dartmouth Medical School) mit dem Master-Abschluss in Physiologie 1973 und wurde 1977 bei Herman Chernoff am Massachusetts Institute of Technology promoviert (Stochastic Differential Equations with Smooth Mixing Processes). Danach war er Professor an der Brown University.
Er befasst sich mit Maschinenlernen, Computersehen, Mustererkennung, Bildanalyse, verschiedenen stochastischen Methoden (wie Markow Zufallsfelder) und Untersuchung von Zufallsmatrizen, neuronalen Repräsentationen  und statistischer Analyse neuronaler Daten, seltenen Ereignissen bei Finanzmärkten und statistischer Analyse von Bildern der natürlichen  Umwelt (Skaleninvarianz).
Mit seinem Bruder Donald Geman führte er 1984 Gibbs-Sampling ein (Bayessche Methoden in der Bildanalyse).
Er ist Fellow der American Mathematical Society und der National Academy of Sciences (2011). Er wurde 1984 Fellow des Institute of Mathematical Statistics und erhielt den Presidential Young Investigator Award. 1986 war er eingeladener Sprecher auf dem Internationalen Mathematikerkongress (mit C. Graffigne: Markov random field image models and their application to Computer vision). Er gehört zu den ISI Highly Cited Researchers.

## Schriften
- D. Geman, S. Geman: Stochastic Relaxation, Gibbs Distributions, and the Bayesian Restoration of Images,  IEEE Transactions on Pattern Analysis and Machine Intelligence, Band 6, 1984, S. 721–741